# 尼尔斯·约翰松 (1904年)
尼尔斯·约翰松（瑞典語：Nils Johansson，1904年10月3日—1936年12月8日），生于斯德哥尔摩，瑞典前男子冰球运动员。他曾代表瑞典国家队参加1928年冬季奥林匹克运动会冰球比赛，获得一枚银牌。